# Петрик, Александр Геннадьевич
Александр Геннадьевич Петрик (род. 25 января 1963, Грозный) — советский, украинский и российский футболист, полузащитник, нападающий.

## Биография
Уроженец Грозного, начинал играть на Дальнем Востоке в командах второй лиги «Луч» Владивосток (1985—1987), «Океан» Находка (1988—1990), «Шахтёр» Артём (1991). В 1992 году играл в Японии, потом перешёл в любительский украинский клуб «Бескид» Надворная. 1993 год начал в команде первой лиги Украины «Закарпатье» Ужгород, затем перешёл в СК «Одесса», с октября 1993 до августа 1994 выступал за клуб высшей лиги «Металлург» Запорожье. Затем играл в Венгрии и Германии. Завершил карьеру в «Океане» в 1998—1999 годах во второй лиге.
Обладатель Кубка РСФСР 1989 года.
Тренер в ДФШ «Океана».